# 忍海人成
忍海 人成（おしぬみ の ひとなり、生没年不詳）は、奈良時代の貴族。姓は連。大和国忍海郡の人。官位は正五位下・安芸守。氏は押海とも記される。

## 出自
忍海氏は「忍海角刺宮」（奈良県葛城市新庄町忍海に比定される）に居住したと言われる、飯豊青皇女の名代である忍海部を管掌した伴造氏族と推定される。『古事記』によると、忍海部氏は開化天皇の皇子、建豊波豆羅和気王（たけとよはづらわけのおおきみ）、『新撰姓氏録』では同じく開化天皇の皇子、比古由牟須美命（ひこゆすみのみこと）の後裔であるとされている。別系統の忍海氏に、東漢氏配下の漢人である忍海漢人がある。

## 経歴
『続日本紀』元明朝の和銅3年（710年）正月、平城遷都の直前の叙位で正六位下から従五位下に昇叙。それからしばらく記述が途絶えるが、元正朝の養老4年（720年）に従五位上に昇進し、地方官の安芸守に任命されており、神亀4年（726年）正月、正五位下と昇進している。

## 官歴
『続日本紀』による。
- 時期不詳：正六位下
- 和銅3年（710年）正月13日：従五位下
- 養老4年（720年）正月11日：従五位上。10月9日：安芸守。
- 神亀4年（726年）正月21日：正五位下。